# Arne Busterud
Arne Busterud (* 1904 in Vang (Hedmark); † 1961 in Løten)  war ein norwegischer Skispringer.
Bei der Nordischen Skiweltmeisterschaft 1929 in Zakopane erreichte Busterud im Skispringen von der Normalschanze den 6. Platz. 1931 erhielt er für seine Leistungen und Erfolge den Kongepokal verliehen.
Während des Zweiten Weltkriegs war Busterud Gefangener  im Grini fangeleir in Bærum.